# 2016-os WTA Elite Trophy
A 2016-os WTA Elite Trophy a WTA által évente megrendezésre kerülő esemény 2016. évi tornája a világranglistán elért helyezésük alapján a WTA Finals tornára kvalifikációt szerzett versenyzőket követő 11 játékos és egy további, a rendezők szabadkártyájával induló versenyző számára. Sérülés vagy egyéb lemondás miatt a távol maradó helyett a ranglista következő helyén álló versenyző indulhat. Párosban a WTA Finals tornán szereplő párosokat a világranglistán követő négy páros vehet részt a versenyen, a rendezők két további párosnak adnak szabadkártyát.
A címvédő egyesben Venus Williams volt, aki ezúttal is kvalifikációt szerzett, de nem indult el a versenyen. Párosban a címvédő a kínai Liang Csen–Vang Ja-fan páros volt, akik ebben az évben szabadkártyával indulhattak.
A versenyre egyéniben két magyar származású versenyző, a brit színekben versenyző Konta Johanna és a svájci színekben induló Bacsinszky Tímea szerzett kvalifikációt. A verseny tartaléka Babos Tímea volt, aki a már kisorsolt Carla Suárez Navarro első forduló előtti visszalépése következtében pályára léphetett.
Az egyéni tornát a cseh Petra Kvitová nyerte, miután a döntőben 6–4, 6–2-re győzött az ukrán Elina Szvitolina ellen. A párosok versenyén az İpek Soylu és Hszü Ji-fan török–kínai kettős végzett az élen, a döntőben 6–4, 3–6 [10–7] arányban legyőzve a Jang Csao-hszüan–Ju Hsziao-ti kínai párost.

## A verseny
A második WTA Elite Trophy versenyt 2016. november 1–6. között rendezték. Helyszíne a Hengqin International Tennis Center volt a kínai Csuhajban. A verseny díjalapja 2016-ban 2 210 000 amerikai dollár volt.

## A ranglistapontok és a díjazás
Az első helyezett 700 ranglistapontot szerezhetett. A párosok ezen a versenyen nem kaptak ranglistapontot.
| Eredmény    | Gy. | V. | Egyéni pont | Egyéni díj  | Páros díj  |
| ----------- | --- | -- | ----------- | ----------- | ---------- |
| Győztes     |     |    | 700*        | 655 000 $*  | 46 100 $** |
| Döntős      |     |    | 440*        | 345 000 $*  | 36 000 $** |
| Elődöntős   |     |    | 240*        | 206 000 $*! | 25 900 $** |
| Körmérkőzés | 2   | 0  | 240         | 190 000 $   | 25 900 $   |
| Körmérkőzés | 1   | 1  | 160         | 115 500 $   | 20 700 $   |
| Körmérkőzés | 1   | 0  | 120         | 101 500 $   | 20 700 $   |
| Körmérkőzés | 0   | 2  | 80          | 41 000 $    | 15 500 $   |
| Körmérkőzés | 0   | 1  | 40          | 27 000 $    | 15 500 $   |

Megjegyzések:
*Egyéniben a körmérkőzés során 40 pont és 41 000 $ mérkőzésenként, és további 80 pont és  74 500 $ győzelmenként; az elődöntőben további 200 pont és 155 000 $ a győzelemért; a döntőben további 260 pont és 310 000 $ a győzelemért.
! − Az elődöntő vesztese 16 000 $ díjazásban részesült.
**Párosban 15 500 $ a részvételért, további 5200 $ dollár a körmérkőzések során győzelmenként; további 10 100 $ a döntőbeli vereségért, illetve további 20 200 $ a döntőbeli győzelemért.

## A lebonyolítás formája
A versenyen részt vevő 12 játékost négy háromfős csoportba sorsolták, és a négy csoportgyőztes alkotta az elődöntő mezőnyét. Az elődöntő hagyományos kieséses formában zajlott.
A párosoknál a hat csapat két háromfős csoportban versenyzett, és a két csoportgyőztes mérkőzött a bajnoki címért.
A helyezések eldöntése a körmérkőzéses szakaszban
A helyezések az alábbiak figyelembe vételével dőltek el:
1. A győzelmek száma
2. Ha a győzelmek száma egyenlő volt, akkor a mérkőzéseken nyert játszmák száma döntött
3. Ha ez is egyenlő volt, akkor két játékos holtversenye esetén az egymás elleni eredményt, ha három játékos között volt holtverseny, akkor elsőként a játszmaarányt, másodikként a játékarányt vették figyelembe.

## Az egyéni versenyen kvalifikációt szerzett versenyzők
A 2016. évi versenyen az alábbi táblázatban szereplő versenyzők indultak:
A versenyen két korábbi Grand Slam-tornagyőztes (Petra Kvitová és Samantha Stosur) mellett a WTA új feltörekvő csillagai: a magyar származású, brit színekben versenyző Konta Johanna, a szintén magyar származású, svájci színekben versenyző Bacsinszky Tímea mellett Kiki Bertens és Elina Szvitolina is részt vett. Lemondta a részvételt az ugyancsak kvalifikációt szerzett egykori világelső, többszörös Grand Slam-győztes Venus Williams, akinek a helyét Caroline Garcia kapta meg, valamint az ugyancsak egykori világelsőCaroline Wozniacki is, aki helyett Kiki Bertens került az indulók közé. A tartalék a magyar Babos Tímea volt, aki Carla Suárez Navarro első forduló előtti visszalépése következtében indulhatott a versenyen. A verseny résztvevői 2016-ban összesen nyolc WTA-tornagyőzelmet szereztek.
| Világr. hely. | Versenyző        | 2016-ban elért legjobb eredményei |
| ------------- | ---------------- | --- |
| 10            | Konta Johanna    | Győzelem: Bank of the West Classic, Stanford (Premier) Döntő: China Open, Peking (Premier Mandatory) Elődöntő: Australian Open, Melbourne (Grand Slam-torna) AEGON International, Eastbourne (Premier) Negyeddöntő: Monterrey Open, Monterrey (International) Miami Masters, Miami (Premier Mandatory) Canada Masters, Montréal (Premier 5) Wuhan Open, Vuhan (Premier 5)                                |
| 13            | Petra Kvitová    | Győzelem: Wuhan Open, Vuhan (Premier 5) Döntő: BGL Luxembourg Open, Luxembourg (International) Elődöntő: Indian Wells Masters, Indian Wells (Premier Mandatory) Porsche Tennis Grand Prix, Stuttgart (Premier) New Haven Open, New Haven (Premier) Negyeddöntő: Indian Wells Masters, Indian Wells (Premier Mandatory) China Open, Peking (Premier Mandatory) Olimpia: Egyéni, Rio de Janeiro, bronzérem |
| 15            | Elina Szvitolina | Győzelem: Malaysian Open, Kuala Lumpur (International) Döntő: New Haven Open, New Haven (Premier) Elődöntő: Dubai Duty Free Tennis Championships, Dubaj (Premier) Toray Pan Pacific Open, Tokió (Premier) China Open, Peking (Premier Mandatory) Kreml Kupa, Moszkva (Premier) |
| 17            | Roberta Vinci    | Győzelem: Ladies Neva Cup, Szentpétervár (Premier) Negyeddöntő: Brisbane International, Brisbane (Premier) Qatar Total Open, Doha (Premier 5) Porsche Tennis Grand Prix, Stuttgart (Premier) New Haven Open, New Haven (Premier) US Open, New York (Grand Slam-torna) |
| 18            | Bacsinszky Tímea | Győzelem: Grand Prix de SAR La Princesse Lalla Meryem, Rabat (International) Elődöntő: Miami Masters, Miami (Premier Mandatory) Ladies Championship Gstaad, Gstaad (International) Negyeddöntő: Rome Masters, Róma (Premier 5) Roland Garros, Párizs (Grand Slam-torna) |
| 19            | Jelena Vesznyina | Döntő: WTA Charleston, Charleston (Premier) Elődöntő: Wimbledoni teniszbajnokság (Grand Slam) Negyeddöntő: Qatar Total Open, Doha (Premier 5) Internationaux de Strasbourg, Strasbourg (International) AEGON International, Eastbourne (Premier) New Haven Open, New Haven (Premier) |
| 20            | Samantha Stosur  | Döntő: Sparta Prague Open, Prága (International) Elődöntő: Madrid Masters, Madrid (Premier Mandatory) Roland Garros, Párizs (Grand Slam-torna) Negyeddöntő: Apia International Sydney, Sydney (Premier) Internationaux de Strasbourg, Strasbourg (International) Citi Open, Washington (International)                                                                                                   |
| 21            | Barbora Strýcová | Döntő: Dubai Duty Free Tennis Championships, Dubaj (Premier) AEGON Classic, Birmingham (Premier) Negyeddöntő: Sparta Prague Open, Prága (International) Rome Masters, Róma (Premier 5) Wuhan Open, Vuhan (Premier 5) |
| 23            | Kiki Bertens     | Győzelem: Nuremberg Cup, Nürnberg (International) Döntő: Ladies Championship Gstaad, Gstaad (International) Elődöntő: Grand Prix de SAR La Princesse Lalla Meryem, Rabat (International) Roland Garros, Párizs, (Grand Slam-torna) BGL Luxembourg Open, Luxembourg (International) Negyeddöntő: Moorilla Hobart International, Hobart (International)                                                    |
| 26            | Caroline Garcia  | Győzelem: Internationaux de Strasbourg, Strasbourg (International) Mallorca Open, Mallorca (International) Elődöntő: Dubai Duty Free Tennis Championships, Dubaj (Premier) Monterrey Open, Monterrey (International) |
| WC (28)       | Csang Suaj       | Elődöntő: HP Open, Tokió (International) KDB Korea Open, Szöul (International) Negyeddöntő: Australian Open Melbourne (Grand Slamtorna) China Open, Peking (Premier Mandatory) |
| Tart.         | Babos Tímea      | Döntő: WTA Brasil Open, Florianópolis (International) Elődöntő: Shenzhen Open, Sencsen (International) Grand Prix de SAR La Princesse Lalla Meryem, Rabat (International) Negyeddöntő: Ladies Neva Cup, Szentpétervár (International) Katowice Open, Katowice (International) Cincinnati Masters, Cincinnati (Premier 5) Kreml Kupa, Moszkva (Premier)                                                   |

## A verseny

### Egyéni

#### A csoportmérkőzések
Azalea csoport
| Rsz. | Név             | Konta   | Stosur  | Garcia  | Gy–V | Szett Gy–V | Játék Gy–V | Helyezés |
| ---- | --------------- | ------- | ------- | ------- | ---- | ---------- | ---------- | -------- |
| 1    | Konta Johanna   |         | 6–4 6–2 | 6–2 6–2 | 2–0  | 4–0        | 24–10      | 1.       |
| 8    | Samantha Stosur | 4–6 2–6 |         | 4–6 3–6 | 0–2  | 0–4        | 13–24      | 3.       |
| 11   | Caroline Garcia | 2–6 2–6 | 6–4 6–3 |         | 1–1  | 2–2        | 16–19      | 2.       |

Camellia csoport
| Rsz.  | Név              | Babos      | Bacsinszky | Csang      | Gy–V | Szett Gy–V | Játék Gy–V | Helyezés |
| ----- | ---------------- | ---------- | ---------- | ---------- | ---- | ---------- | ---------- | -------- |
| Tart. | Babos Tímea      |            | 4–6 2–6    | 6–7(2) 4–6 | 0–2  | 0–4        | 16–25      | 3.       |
| 6     | Bacsinszky Tímea | 6–4 6–2    |            | 1–6 1–6    | 1–1  | 2–2        | 14–18      | 2.       |
| 12    | Csang Suaj       | 7–6(2) 6–4 | 6–1 6–1    |            | 2–0  | 4–0        | 25–12      | 1.       |

Peony csoport
| Rsz. | Név              | Kvitová | Vinci   | Strýcová | Gy–V | Szett Gy–V | Játék Gy–V | Helyezés |
| ---- | ---------------- | ------- | ------- | -------- | ---- | ---------- | ---------- | -------- |
| 3    | Petra Kvitová    |         | 6–1 6–2 | 6–1 6–4  | 2–0  | 4–0        | 24–8       | 1.       |
| 5    | Roberta Vinci    | 1–6 2–6 |         | 4–6 3–6  | 0–2  | 0–4        | 10–24      | 3.       |
| 9    | Barbora Strýcová | 1–6 4–6 | 6–4 6–3 |          | 1–1  | 2–2        | 17–19      | 2.       |

Rose csoport
| Rsz. | Név              | Szvitolina  | Vesznyina  | Bertens     | Gy–V | Szett Gy–V | Játék Gy–V | Helyezés |
| ---- | ---------------- | ----------- | ---------- | ----------- | ---- | ---------- | ---------- | -------- |
| 4    | Elina Szvitolina |             | 6–4 6–2    | 2–6 6–4 6–2 | 2–0  | 4–1        | 26–18      | 1.       |
| 7    | Jelena Vesznyina | 4–6 2–6     |            | 6–4 7–6(5)  | 1–1  | 2–2        | 19–22      | 2.       |
| 10   | Kiki Bertens     | 6–2 4–6 2–6 | 4–6 6–7(5) |             | 0–2  | 0–4        | 22–27      | 3.       |

#### A végső szakasz
|  | Elődöntők | Elődöntők        | Elődöntők | Elődöntők     | Elődöntők |   |   | Döntő            | Döntő | Döntő | Döntő | Döntő |  |
|  |           |                  |           |               |           |   |   |                  |       |       |       |       |  |
|  | 1         | Konta Johanna    | 6         | 1             | 4         |   |   |                  |       |       |       |       |  |
|  | 1         | Konta Johanna    | 6         | 1             | 4         |   |   |                  |       |       |       |       |  |
|  | 4         | Elina Szvitolina | 2         | 6             | 6         |   |   |                  |       |       |       |       |  |
|  | 4         | Elina Szvitolina | 2         | 6             | 6         |   | 4 | Elina Szvitolina | 4     | 2     |       |       |  |
|  |           |                  |           |               |           |   | 4 | Elina Szvitolina | 4     | 2     |       |       |  |
|  |           |                  | 3         | Petra Kvitová | 6         | 6 |   |                  |       |       |       |       |  |
|  | 3         | Petra Kvitová    | 3         | Petra Kvitová | 6         | 6 | 6 | 6                |       |       |       |       |  |
|  | 3         | Petra Kvitová    |           |               |           |   |   |                  |       |       |       |       |  |
|  | 12        | Csang Suaj       | 2         | 2             |           |   |   |                  |       |       |       |       |  |

### Páros
A versenyen az alábbi párosok indultak el:
1. Andreja Klepač /  Arantxa Parra Santonja
2. Hszü Ji-fan /  İpek Soylu
3. Anastasia Rodionova /  Olha Szavcsuk
4. Okszana Kalasnikova /  Tatjana Maria
5. Liang Csen /  Vang Ja-fan
6. Jang Csao-hszüan /  Ju Hsziao-ti

#### A csoportmérkőzések
A (Lotus) csoport
| Rsz. | Név                                   | Klepač Parra Santonja | Kalasnikova Maria | Jang Ju           | Gy–V | Szett Gy–V | Játék Gy–V | Helyezés |
| ---- | ------------------------------------- | --------------------- | ----------------- | ----------------- | ---- | ---------- | ---------- | -------- |
| 1    | Andreja Klepač Arantxa Parra Santonja |                       | 6–1 7–6(1)        | 3–6 3–6           | 1–1  | 2–2        | 19–19      | 2.       |
| 4    | Okszana Kalasnikova Tatjana Maria     | 1–6 6–7(1)            |                   | 1–6 7–6(3) [10–7] | 1–1  | 2–3        | 16–25      | 3.       |
| 6    | Jang Csao-hszüan Ju Hsziao-ti         | 6–3 6–3               | 6–1 6–7(3) [7–10] |                   | 1–1  | 3–2        | 24–15      | 1.       |

B (Orchid) csoport
| Rsz. | Név                               | Hszü Soylu     | Rodionova Szavcsuk | Liang Vang     | Gy–V | Szett Gy–V | Játék Gy–V | Helyezés |
| ---- | --------------------------------- | -------------- | ------------------ | -------------- | ---- | ---------- | ---------- | -------- |
| 2    | Hszü Ji-fan İpek Soylu            |                | 6–3 6–4            | 6–4 3–6 [10–6] | 2–0  | 4–1        | 22–17      | 1.       |
| 3    | Anastasia Rodionova Olha Szavcsuk | 3–6 4–6        |                    | 6–4 7–5        | 1–1  | 2–2        | 20–21      | 2.       |
| 5    | Liang Csen Vang Ja-fan            | 4–6 6–3 [6–10] | 4–6 5–7            |                | 0–2  | 1–4        | 19–23      | 3.       |

#### Döntő
|  | Elődöntők | Elődöntők | Elődöntők                     | Elődöntők              | Elődöntők |     |      | Döntő | Döntő | Döntő | Döntő | Döntő |  |
|  |           |           |                               |                        |           |     |      |       |       |       |       |       |  |
|  |           |           |                               |                        |           |     |      |       |       |       |       |       |  |
|  |           |           |                               |                        |           |     |      |       |       |       |       |       |  |
|  |           |           |                               |                        |           |     |      |       |       |       |       |       |  |
|  |           | 6         | Jang Csao-hszüan Ju Hsziao-ti | 4                      | 6         | [7] |      |       |       |       |       |       |  |
|  |           |           |                               |                        |           | [7] |      |       |       |       |       |       |  |
|  |           |           | 2                             | Hszü Ji-fan İpek Soylu | 6         | 3   | [10] |       |       |       |       |       |  |
|  |           |           | 2                             | Hszü Ji-fan İpek Soylu | 6         | 3   | [10] |       |       |       |       |       |  |
|  |           |           |                               |                        |           |     |      |       |       |       |       |       |  |
|  |           |           |                               |                        |           |     |      |       |       |       |       |       |  |